# Gornje Cjepidlake
Gornje Cjepidlake is een plaats in de gemeente Đulovac in de Kroatische provincie Bjelovar-Bilogora. De plaats telt 60 inwoners (2001).